# Feria de San Telmo

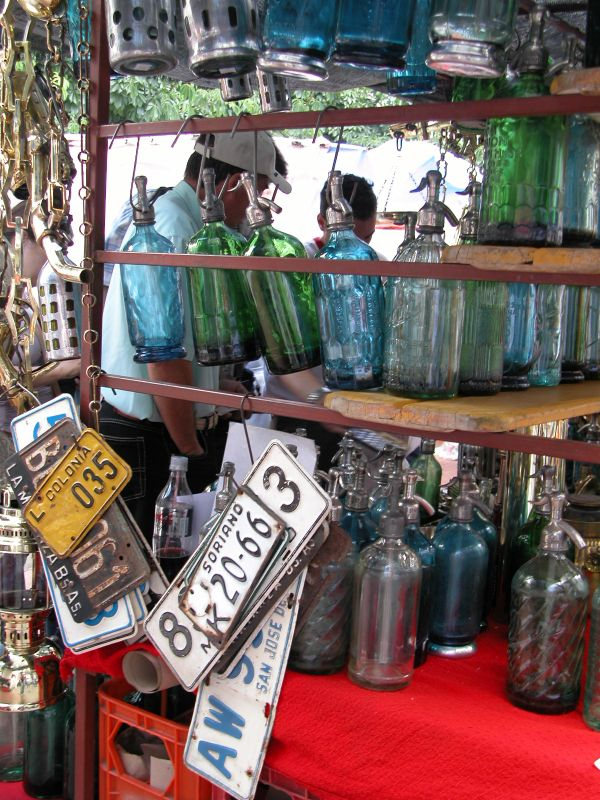
Un puesto en la Feria.

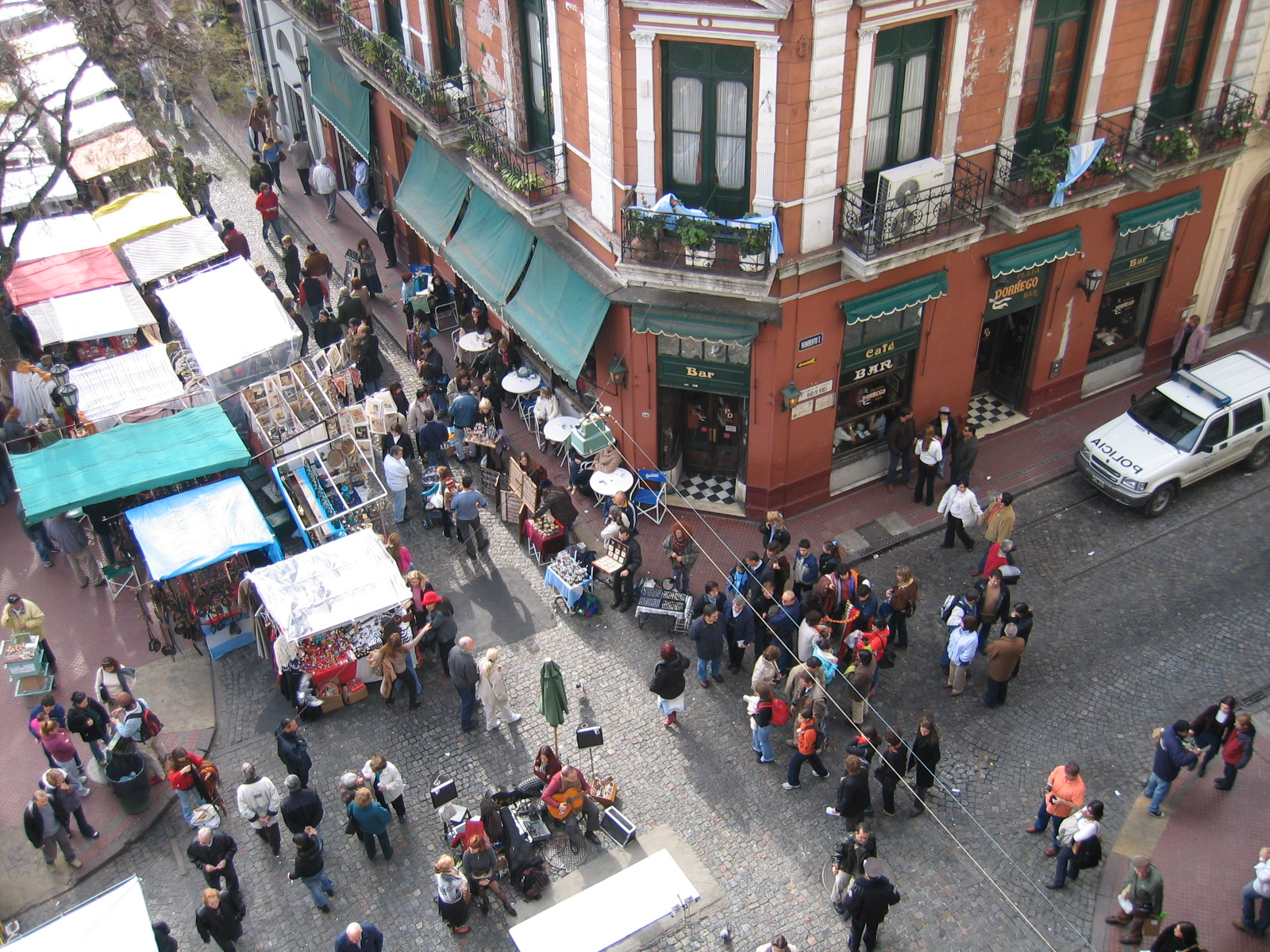
Lado sudeste de la Feria.

Feria de antigüedades del barrio de San Telmo, ciudad de Buenos Aires, capital de la República Argentina. Creada en 1970 por el arquitecto José María Peña, esta feria dominical cuenta con 270 puestos de venta. 
Ubicada en la plaza Dorrego (Humberto I y Defensa), funciona todos los domingos de 10 a 16. Es visitada por más de diez mil personas por domingo; siendo en su mayoría turistas de todos los puntos del mundo.